# Bataille de Trancoso
Batailles
La bataille de Trancoso a opposé le Portugal et la Castille le 29 mai 1385. Elle s'inscrit dans la crise de succession au trône du Portugal que le roi Jean Ier de Castille revendique. 
Pendant que le roi pénètre avec une partie de ses troupes par Elvas dans le sud du pays, l'autre partie prend Almeida, plus au nord, puis arrive à Trancoso, qu'elle pille avant de recommencer à Viseu. C'est après cette incursion qu'ils se retrouvent face aux troupes des seigneurs de Trancoso (Gonçalo Vasques Coutinho), de Linhares (Martim Vasques da Cunha) et de Celorico (João Fernandes Pacheco) unies pour l'occasion. 
La rencontre a lieu près de la chapelle Saint-Marc de Trancoso. Les Portugais victorieux récupèrent leurs biens et libèrent tous les prisonniers. 
Un mois plus tard, une nouvelle incursion castillane, repassant par Trancoso, brûlera la chapelle de Saint-Marc. Se dirigeant vers Lisbonne, ils croiseront de nouveau les troupes portugaises lors de la bataille d'Aljubarrota.
Selon la légende locale, lors de la bataille, saint Marc serait apparu par miracle parmi les chevaliers, afin de les encourager. Les fers de sa monture seraient depuis gravés sur une pierre.

## Sources
- A Batalha de Trancoso